# الهجمات الإيرانية على إقليم كردستان العراق
الهجمات الإيرانية على إقليم كردستان العراق هي هجمات شنها الحرس الثوري الإيراني في سبتمبر 2022 على مواقع في مناطق متفرقة من إقليم كردستان العراق، وتحديدًا في محافظتي أربيل والسليمانية وكركوك، حيث أقر الحرس الثوري بقصفِ إقليم كردستان بـ 73 صاروخا باليستيا وعشراتِ الطائرات المسيرة، لـ 43 نقطة، وفق ما أعلن قائد القوات البرية في الحرس الثوري الإيراني محمد باكبور. وتأتي هذه الهجمات بسبب التوترات والاحتجاجات التي تشهدها إيران على خلفية مقتل مهسا أميني.

## خلفيّة
هدد الحرس الثوري الإيراني في 6 سبتمبر 2022 باتخاذ إجراءات عسكرية رادعة بحق الأكراد الإيرانيين في شمال العراق، وقد توعّد قائد القوات البرية في الحرس الثوري الإيراني العميد محمد باكبور باستهداف من وصفهم بالإرهابيين في إقليم كردستان العراق، إن اقتضت الضرورة.
حيث اتهم أمين المجلس الأعلى للأمن القومي الإيراني علي شمخاني معارضين أكراد بالوقوف خلف الاحتجاجات والاضطرابات المستمرة، وقال: «ندعو الحكومة العراقية إلى اتخاذ إجراءات أكثر جدّية لطرد هذه الجماعات من كردستان العراق حتى لا تجد إيران نفسها مضطرة إلى اتخاذ إجراءات وقائية ضد هؤلاء الإرهابيين المسلحين».
وفي 16 سبتمبر، اندلعت مظاهرات واسعة في مدن إيرانية، ولا سيما في شمال إيران، احتجاجا على مقتل مهسا أميني بعد ثلاثة أيام من توقيفها من قبل شرطة الأخلاق بتهمة «ارتداء ملابس غير لائقة» وخرق قواعد لباس المرأة الصارمة في البلاد.
في 28 سبتمبر، شنت قوات الحرس الثوري هجوماً بالصواريخ البالستية والطائرات المسيرة على مقرات الأحزاب الكردية في إقليم كردستان، ومن بين هذه الأحزاب؛ حزب آزادي كوردستان في بردي، آلتون كوبري، والحزب الديمقراطي الكردستاني الإيراني المتواجد في كردستان، ومخيمات آزادي، وقلعة، وأميرية في كوي سنجق، ومقر جماعة كادحي كردستان إيران، ومخيم إقامة كرد إيران في السليمانية.

## الخسائر

تسبب القصف بأضرار ودمار مبان في منطقة زركويز على بعد نحو 15 كم من مدينة السليمانية حيث توجد مقار عدة أحزاب كردية-إيرانية معارضة. ومناطق أخرى تشمل أحياء سكنية ومدارس ورياض أطفال وأراضي زراعية.

## الضحايا

قتل 13 شخصاً وجرح 58 من بينهم نساء وأطفال، وأكدت وزارة الصحة في إقليم كردستان أن القصف تسبب في سقوط «14 جريحا و4 شهداء» في كوي سنجق شرق أربيل، و«14 جريحا و3  شهداء في منطقة» شيراوا، لفت مسؤول رفيع في حكومة الإقليم إلى «وجود مدنيين من بين الضحايا»، موضحا أن مدنيا واحدا على الأقل من بين الضحايا. ومن بين الضحايا مواطن أميركي.

## ردود الفعل

### دولياً
- الولايات المتحدة: ندين بشدة استخدام إيران للصواريخ الباليستية وهجمات الطائرات المسيرة ضد اقليم كردستان العراق وذلك يعتبر خرق غير مبرر لسيادة العراق ووحدة اراضيه، ونأسف بشدة لأي خسائر في الأرواح التي نجمت عن الهجوم، ونُدين كذلك التعليقات الصادرة عن الحكومة الإيرانية التي تهدد بشن هجمات إضافية ضد العراق.[11][12][10]

- فرنسا: ندين الهجمات التي شُنت في إقليم كردستان العراق بلا تمييز بين المدنيين وغير المدنيين والتي تبنتها إيران، حيث انها تمثل انتهاكًا صارخًا للسيادة العراقية والقانون الدولي، ودعت إلى احترام سيادة العراق وسلامة أراضيه واستقرار إقليم كردستان العراق وأمنه.[13]

- ألمانيا: قال المتحدث باسم وزارة الخارجية الألمانية «التصعيد الإيراني الذي أسفر عن مقتل تسعة أشخاص وإصابة آخرين، مرفوض، كما ونرفض بوضوح محاولات تحميل دولة مجاورة أسباب الاحتجاجات في إيران».[2]

- المملكة المتحدة: قالت وزارة الخارجية للمملكة المتحدة في بيانها «يجب على إيران التوقف عن قصفها العشوائي لبلدات كردية، هذه الهجمات انتهاك لسيادة العراق وسلامة أراضيه، وغير مقبولة نهائيا، وإننا نقف إلى جانب حكومة كردستان في إدانة هذه الهجمات، وسوف نواصل دعم سيادة وأمن العراق، بما في ذلك إقليم كردستان».[14]

### عربياً
- السعودية: أعلنت وزارة الخارجية السعودية رفضها التام لجميع الاعتداءات التي تهدد أمن واستقرار العراق، ونشدد على أهمية وقوف المجتمع الدولي أمام كافة الانتهاكات الإيرانية التي تخالف القوانين والمواثيق والأعراف الدولية.[15]

- البحرين: أعربت وزارة خارجية مملكة البحرين عن إدانة الهجمات المدفعية والصاروخية الإيرانية على عدة مناطق في إقليم كردستان شمال جمهورية العراق، والتي أسفرت عن سقوط العديد من القتلى والجرحى وترويع الأبرياء الآمنين من المدنيين، فضلاً عن خسائر مادية وتدمير في البنى التحتية، وعبَّرت عن صادق تعازيها ومواساتها للحكومة والشعب العراقي ولذوي الضحايا، مؤكدة تضامنها التام مع العراق الشقيق ودعمها لجهود المحافظة على أمنه واستقراره ووحدته وسلامة أراضيه، واستنكار أي اعتداء على سيادته أو تهديد لسلامة جميع أبنائه.[16]
- مصر: دانت وزارة الخارجية المصرية الاستهداف الذي تعرضت له مناطق بإقليم كوردستان ووصفتها بأنها «تعد سافر على سيادة وأمن العراق»، محذرة من تداعياتها على استقرار المنطقة.[17]
- الأردن: دانت وزارة الخارجية الأردنية القصف المدفعيّ والصاروخيّ الإيراني، وعبرت عن تضامنها المُطلق مع جمهورية العراق، واستنكرت الاعتداءات على سيادته وأمن مواطنيه.[17]

### محلياً
- كردستان العراق: ندين بشدة خرق سيادة إقليم كردستان وشن قصف بالصواريخ على مقرات للمعارضة من قبل الجمهورية الإسلامية الإيرانية، وأن تكرار مثل هذه الهجمات على أرضنا يكون المواطن ضحية لها، نطالب إنهاء هذه الاعتداءات.[18]

- العراق: استدعت وزارة الخارجية العراقية السفير الإيراني لدى بغداد، وسلمته مذكرة احتجاج شديدة اللهجة بشأن قصف الحرس الثوري مواقع في إقليم كردستان العراق.[19]

### منظمات
- الأمم المتحدة: دعا الأمين العام أنطونيو غوتيريش إلى وقف فوري للتصعيد في إقليم كردستان العراق، واحترام سيادة العراق وسلامة أراضيه، ومبدأ علاقات حسن الجوار.[19]

- مجلس التعاون الخليجي: أدان الأمين العام نايف الحجرف، الهجمات الإيرانية على إقليم كردستان العراق. وشدد على أن الهجمات الإيرانية «تنتهك» سيادة العراق وتهدد أمن المنطقة واستقرارها، وأكد رفض مجلس التعاون «لكل ما من شأنه المساس» بسيادة وأمن واستقرار العراق.[20]
- رابطة العالم الإسلامي: أدانت رابطة العالم الإسلامي الهجمات الإيرانية التي استهدفت إقليم كردستان العراق، عبر بيان للأمين العام رئيس هيئة علماء المسلمين الشيخ د. محمد بن عبد الكريم العيسى، وأكد باسم الأمانة العامة للرابطة ومجامعها وهيئاتها ومجالسها العالمية التضامن الكامل مع العراق في وجه كل ما يهدِّد أمنَه واستقرارَه وسلامة أراضيه، وعلى موقفها الثابت من رفض كل الممارسات التي تشكِّل انتهاكاً للمواثيق والأعراف الدولية.[21]

### أحزاب
- الحزب الديمقراطي الكردستاني: أدان الحزب القصف الإيراني وقال إنه انتهاك لسيادة العراق وإقليمه، وأكد أن قتل النساء والأطفال الأبرياء عمل إجرامي بحق الإنسانية لا مبرر له إطلاقا، وطالب بوقف هذه الهجمات التي تعد انتهاكًا صريحا لمبادئ حسن الجوار والصداقة والسيادة، ولا مبرر لها وتتعارض مع مصالح إقليم كردستان واستقراره، وشدد على رفضه استغلال إقليم كردستان «ساحة لتصفية الحسابات والمشاكل والصراعات الداخلية للدول المجاورة».[22]